# Anthracophagella gracilis
Anthracophagella gracilis är en tvåvingeart som först beskrevs av Malloch 1927.  Anthracophagella gracilis ingår i släktet Anthracophagella och familjen fritflugor. Inga underarter finns listade i Catalogue of Life.